# Flavius Dalmatius
Flavius Dalmatius (gestorven 337 n.Chr.) was een halfbroer van keizer Constantijn de Grote. Hij was een zoon van Constantius I Chlorus en diens tweede vrouw Theodora. 
Hij trad in het huwelijk met Flavia Maximiana Theodora. Een van zijn zonen was Flavius Julianus Dalmatius, een favoriete neef en onderkeizer van Constantijn de Grote.
Zowel vader als zoon werden vermoord tijdens de grote zuiveringen van 337. 